# Parada de Cunhos
Parada de Cunhos ist eine Gemeinde (Freguesia) im portugiesischen Kreis Vila Real. In ihr leben 1724 Einwohner (Stand 19. April 2021).